# Yochai Benkler
Yochai Benkler ocupa la cátedra Jack N. and Lillian R. Berkman de Derecho Empresarial en la Facultad de Derecho de la Universidad de Harvard y es autor de los libros La Riqueza de las Redes: Cómo la producción social transforma los mercados y la libertad (Icaria, 2015), El pingüino y el Leviatán: Cómo la cooperación triunfa sobre el egoísmo (Deusto, 2012), así como del artículo Coase's Penguin (El Pingüino de Coase).

## Biografía
Benkler se licenció en Derecho en la Universidad de Tel Aviv en 1991 y obtuvo el doctorado en Derecho en la Facultad de Derecho de Harvard en 1994. Trabajó en el bufete Ropes & Gray entre 1994 y 1995. Entre 1995 y 1996 trabajó como ayudante del juez del Tribunal Supremo de Estados Unidos Stephen G. Breyer. 
Entre 1996 y 2003, fue profesor en la Facultad de Derecho de la Universidad de Nueva York, y profesor invitado en la Facultad de Derecho de Yale y en la de Harvard (durante el periodo 2002-2003), antes de entrar a formar parte de la Facultad de Derecho de Yale en 2003. En 2007, Benkler pasó a la Facultad de Derecho de Harvard, donde da clases y codirige el Berkman Center for Internet & Society de la Universidad de Harvard.

## Obra
El trabajo de investigación de Benkler se centra en enfoques basados en el procomún para la gestión de recursos en entornos en red. Acuñó la expresión "producción entre iguales basada en el procomún" (también llamado "bien común", "bienes comunales" o "trabajo colaborativo") para describir iniciativas colaborativas, como el software libre o Wikipedia, que se basan en información compartida. También utiliza la expresión "economía de la información en red" ("networked information economy"), afirmando: "Lo que caracteriza a la economía de la información en red es que la acción individual descentralizada —específicamente, la nueva e importante acción cooperativa y coordinada llevada a cabo a través de mecanismos radicalmente distribuidos y no mercantiles que no dependen de estrategias privativas— desempeña un papel mucho más importante del que desempeñaba, o podía desempeñar, en la economía de la información industrial".
Su libro La Riqueza de las Redes (Icaria, 2015) estudia las maneras en que las tecnologías de la información posibilitan formas extensivas de colaboración que pueden tener consecuencias transformativas para la economía y la sociedad. Wikipedia, Creative Commons, el software libre y la blogosfera figuran entre los ejemplos a los que Benkler recurre. (The Wealth of Networks y su traducción La Riqueza de las Redes están publicadas bajo una licencia Creative Commons). Por ejemplo, Benkler defiende que los blogs y otros modos de comunicación participativa pueden propiciar "una cultura más crítica y auto-reflexiva", en la que los ciudadanos tienen la capacidad de publicar sus propias opiniones sobre cualquier asunto. Gran parte de La Riqueza de las Redes se expresa en términos económicos, y Benkler plantea la posibilidad de que una cultura en la que la información se compartiese libremente podría ser más eficiente económicamente que otra en la que la innovación con frecuencia se ve dificultada por las leyes de patentes o de copyright, puesto que el coste marginal de reproducir la mayor parte de la información es prácticamente nulo.
Benkler acuñó el término Jalt, contracción de envidia (jealousy en inglés) y altruismo, para describir la dinámica en la producción entre pares basada en el bien común por la que algunos participantes reciben una remuneración mientras que otros no. La expresión apareció por primera vez en su artículo seminal Coase's Penguin. Se describe en términos más técnicos como un "componente socio-psicológico de la recompensa que favorece la apropiación monetaria por otros o... en el que un agente siente envidia de las recompensas de otro."

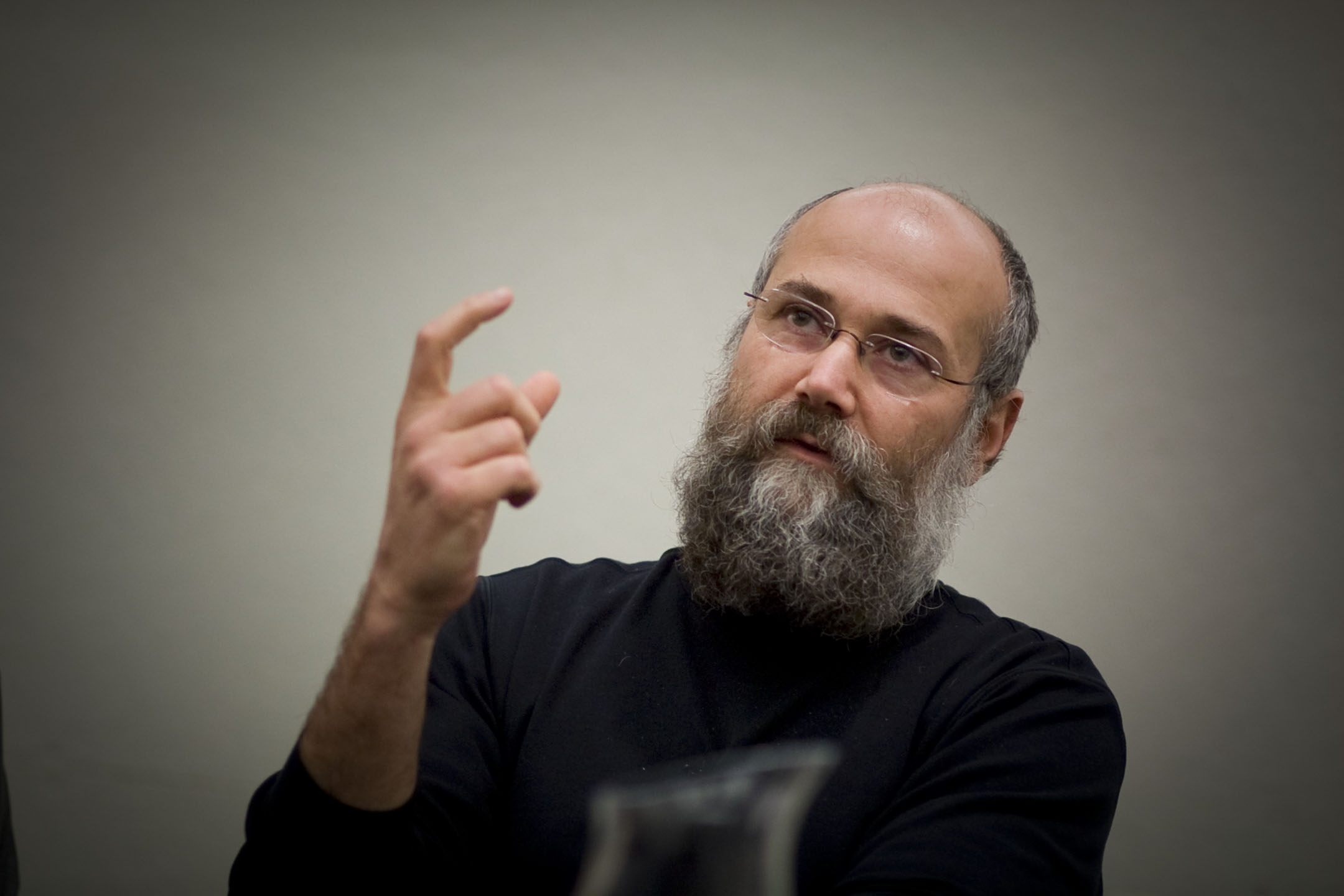
Benkler en 2009

En 2011, Benkler publicó The Penguin and the Leviathan: How Cooperation Triumphs over Self-Interest.
Junto con Robert Faris y Hal Roberts, Benkler publicó en 2018 Network Propaganda: Manipulation, Disinformation and Radicalization in American Politics.

## Distinciones
- 2006: Public Knowledge IP3 Award.[7]
- 2007: EFF Pioneer Award.[8]
- 2011: Ford Foundation Visionaries Award 2011.[9]
- 2012: Lifetime Achievement Award del Oxford Internet Institute.[10]

Para el libro The Wealth of Networks:
- 2006: Donald McGannon Award for Social and Ethical Relevance in Communications Policy Research
- 2007: Don K. Price Award American Political Science Association
- 2008: The American Sociological Association Section on Communication and Information Technologies (CITASA)[11]